# Hajj Hammou
El-Hajj Mohammed Ould El-Hâdj Hammou al-Hrizi, aussi nommé Hajj Hammou, est un caïd de la tribu des Oulad Hriz, fils d'un wali de Dar el-Beida (actuelle Casablanca). En 1907, il se révolta contre les Français, au moment du premier débarquement de l'armée française au Maroc, dans la ville de Casablanca.

## Biographie

### Début

#### Jeunesse dans la Zaouïa de Nouaceur
Lorsqu'il était jeûne, il étudiera les sciences islamiques à la Zaouïa de Nouaceur. Il était de la confrérie de la « Nasseriyah », où il fît un grand « moqadem » des « Rimaya », une confrérie militaire de Nouaceur. Les moqadem étaient chargés dans les Rimaya d'être des guides militaires, (tels des instructeurs) et de guider les fidèles hors du péché. 

#### Contentieux à Casablanca
Fils du gouverneur de Casablanca, il compte lui succéder mais les Français lui préfèrent Boûbeker ben Bouzid Slâoui. Avec l'aide des autres tribus de la Chaouïa, il organise dès 1907 une lutte contre les Espagnols, les Français et leurs partisans, lançant des appels au Jihad,. Il contestera Mohamed Ben Moulay Abdel Salam, caïd des Oulad Hriz partisans du Makhzen. Il le forcera à l'exiler à Fès après avoir acquis le cœur des Oulad Hriz.

### Révolte contre le Makhzen

#### Insurrection de Juillet 1907
« Les Chaouïs, révoltés contre le Makhzen, riches des sommes considérables qu'ils auraient dû lui payer comme impôts, avaient accru rapidement leur puissance militaire par l'achat de munition, de chevaux et de fusils à tir rapide. Très mal disposés envers les chrétiens, ils considérèrent les Français comme leurs ennemis particuliers, surtout lorsqu'ils virent le commencement des travaux du port dont la cause du massacre du 30 juillet 9 ouvriers européens furent tués par les indigènes [...] Aiguisés par les prédictions du [cheikh] Ma el-Aïmine, excités par les appels pressants d'El Hadj Hammou [Hajj Hammou], fiers de leur force et de leur indépendance, cavaliers brillants et infatigables, tireurs habiles, ils brûlaient du désir de piller la ville et de chasser les Européens ».

#### Campagne de la Chaouïa
Ne reconnaissant pas l'autorité de Boûbeker ben Bouzid Slâoui, ni de Moulay Abdelaziz, il se révolte contre le Roi, ainsi que les français le 5 août 1907, il fait déferler dans la ville ces cavaliers, soldats, visant juifs, européens, provoquant l'anarchie dans la ville ainsi que mettant à feu les infrastructures étrangères. Il combattra la France dans la Chaouïa jusqu'en 1908.
En tant que principal chef de guerre face aux français, Hajj Hammou, fut arrêté et jugé par les forces d’occupation. À la suite de ces événements, Moulay Abdelhafid, auparavant allié d'El-Hajj, émit des décrets de confiscation visant les biens du caïd et de son fils, datés du 6 Muharram 1326 H (9 février 1908) pour le père, et du 10 Jumada I 1326 H (10 juin 1908) pour le fils.

Le décret de confiscation répertoriait environ 17 propriétés appartenant à Hajj Hammou à Casablanca, incluant 8 grandes demeures ainsi qu’une dizaine de boutiques et de magasins de stockage.

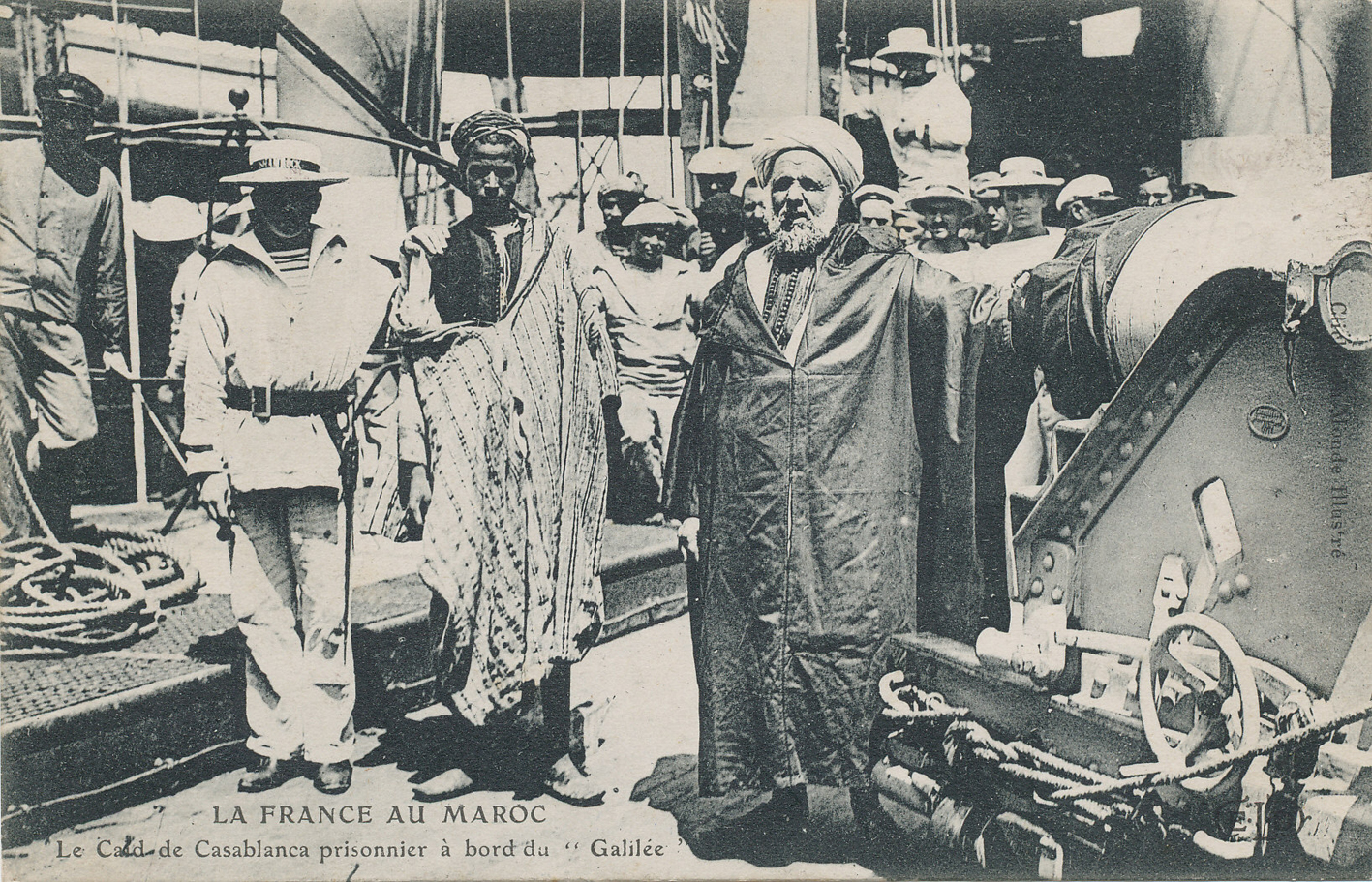
Boûbeker ben Bouzid Slâoui sur le croiseur français Galilée.

### Fin de vie

#### Bataille de Sidi Ghoneimi
La bataille de Sidi Ghoneimi commença par une attaque nocturne des forces françaises contre la Kasbah de Hajj Hammou, située à 4 km de Berrechid, dans la nuit du 13 au 14 janvier 1908. L'opération s'inscrivait dans une stratégie militaire plus large du général d'Amade visant à soumettre les Oulad Hriz après l'occupation de Médiouna et la prise de Berrechid le 13 janvier. Cependant, les notables de la ville de Berrechid, ont pactisé avec l'armée française, les renforts prévu pour Hajj Hammou ne sont jamais arrivés. En effet, Mohammed ben ‘Abd Es-Salâm était revenu de Fès pour reprendre l'autorité sur les Oulad Hriz et, montré sa soumission aux français et au Makhzen. La forteresse que défendait Hajj Hammou n'était plus que ruines. La bataille de Sidi Ghoneimi fût la dernière des Ouled Hriz face aux français aux côtés de d'Hajj Hammou. Convaincu que les renforts finiraient par arriver, il demeura dans son domaine avec ses serviteurs, espérant une occasion de reprendre la lutte.

#### Arrestation
Malgré l'annonce solennelle faite au colonel Boutegourd, affirmant qu'il ne se rendrait jamais, il fut cerné le lendemain, à l'aube, dans son domaine, le 14 janvier par la cavalerie et fait prisonnier, démunit de munitions pour continuer le combat. Il sera défendu par quelques serviteurs lors de l'arrestation, mais ces serviteurs ont été neutralisés, voire tués en tentant de le défendre des Français. Traduit en conseil de guerre à Casablanca avec El Hadj Haousin et El Hadj Sliman ben Douh, tous deux des Oulâd Ziyân, que le public désignait avec lui comme investigateurs des massacres de Casablanca, il fut postérieurement condamné à la détention perpétuelle ; il a été déplacé à Oujda pendant l'affaire judiciaire.

#### Affaire judiciaire contre Hajj Hammou
Le 26 septembre 1908, après quasiment un an en détention à Oujda, une ordonnance de dessaisissement a été rendue par le général commandant le corps de débarquement de Casablanca dans le cadre d’une instruction judiciaire ouverte contre Hadj Mohamed Ould El Hammou, également appelé Ould Hadj, et ses co-inculpés. Cette ordonnance a ensuite été annulée par une autorité supérieure. L’annulation visait à corriger une erreur juridique ou de procédure sans que cette décision ne bénéficie directement aux accusés ni n’affecte le déroulement de l’instruction.
Par arrêt du 2 mars 1909, la Cour de cassation a cassé cette ordonnance, mais seulement dans l'intérêt de la loi. L'ordonnance conservant tous ses effets juridiques, El-Hadj-Hammou et consorts ont dû être remis à la disposition des autorités marocaines, pour être jugés par les tribunaux chérifiens, à la diligence de la légation de France au Maroc.